# Rakfläckad syrastävmal
Rakfläckad syrastävmal, Neofriseria singula är en fjärilsart som först beskrevs av Otto Staudinger 1876.  Rakfläckad syrastävmal ingår i släktet Neofriseria, och familjen stävmalar, Gelechiidae. Arten är reproducerande i Sverige. Inga underarter finns listade i Catalogue of Life.